# Уступ (фізична географія)

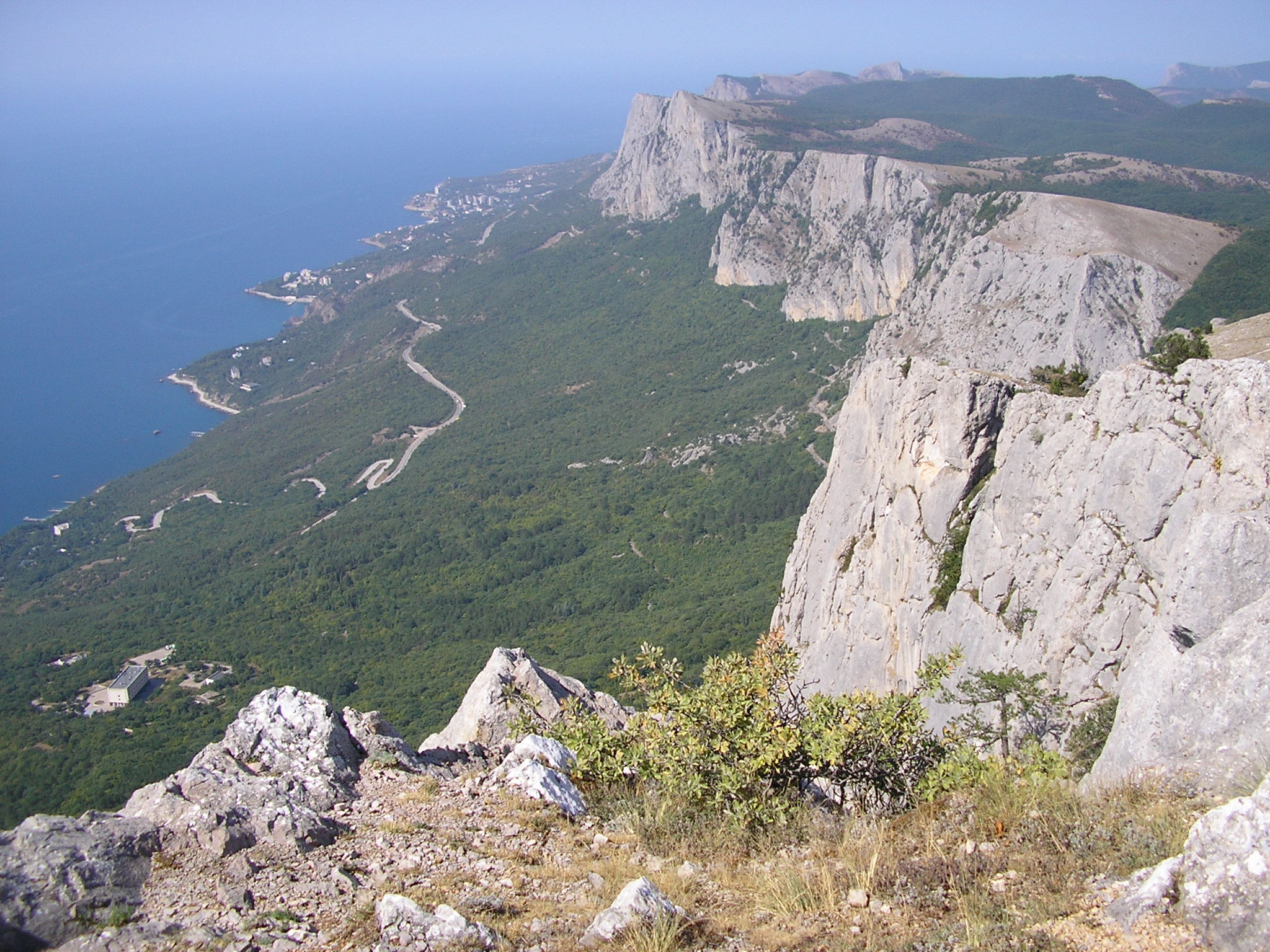
Уступ Ай-Петринської яйли.

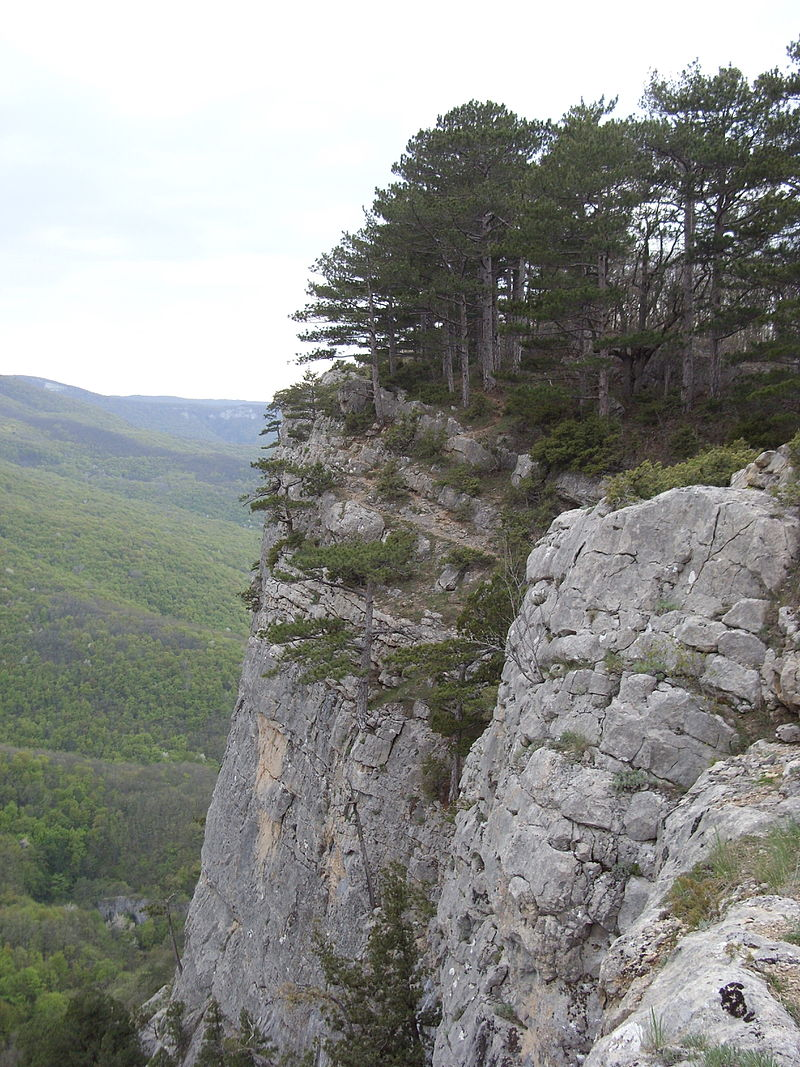
Уступ яйли. Кримські гори.

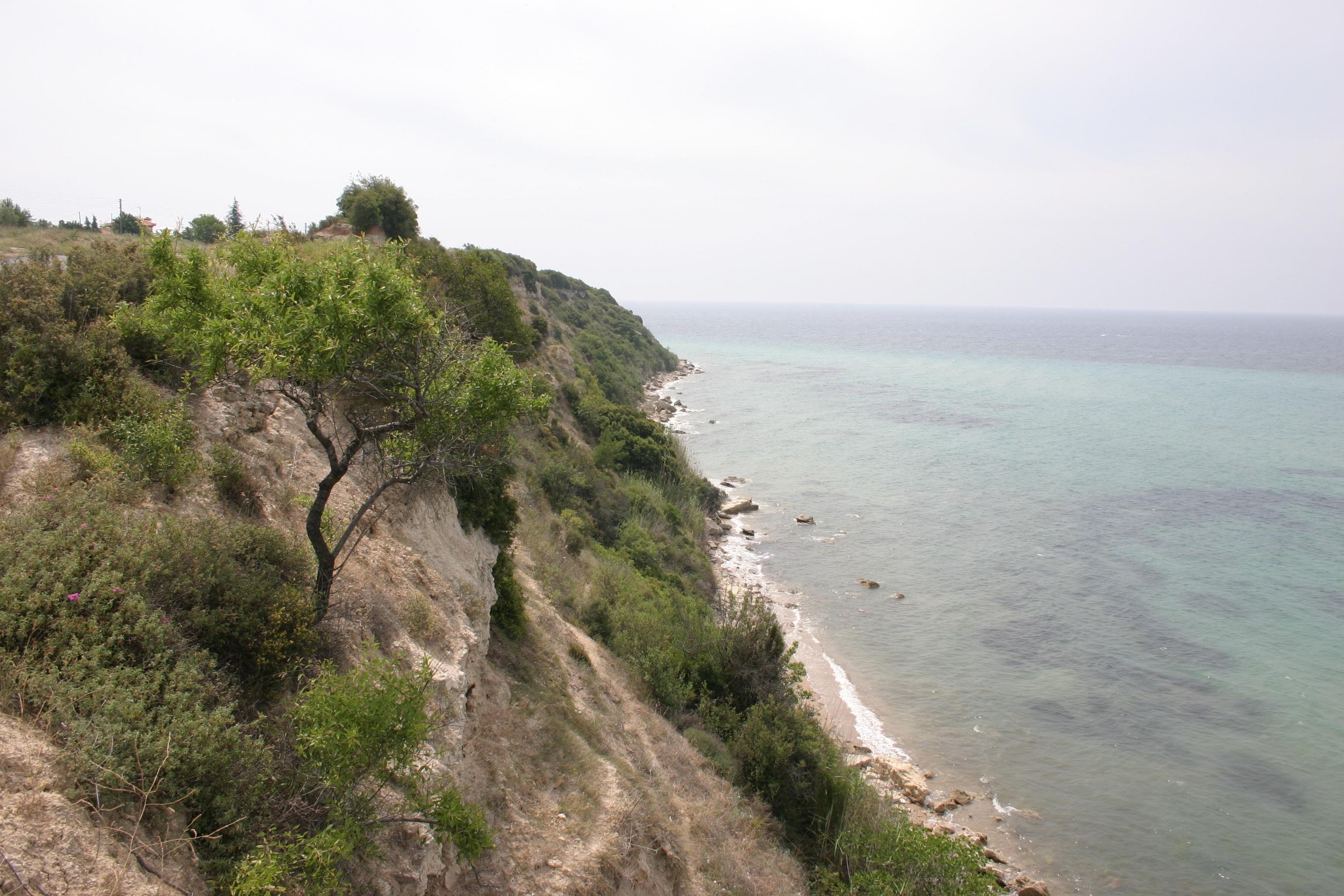
Береговий уступ.

Уступ — це крутий, інколи прямовисний обрив, що розділяє дві поверхні, розміщені на різній висоті.
Скидний уступ — однобічно підняте крило скиду, виражене в рельєфі у вигляді асиметричної гірської гряди з крутим схилом. Наприклад, Ферганський хребет у Середній Азії.

## Приклади
Приклад — береговий уступ (див. фото).
Інші приклади:
- уступ Белконс, який розділяє прибережну рівнину Мексиканської затоки і плато Едуардс в Техасі (США),
- борт Великої рифтової западини між хребтами Ліван і Антиліван в Лівані і Сирії,
- уступ яйли в Криму (Україна).